# ネメシス (デューラー)
『ネメシス』（伊: Nemesi）は、アルブレヒト・デューラーが1502年頃に制作したエングレービング。その裸体は、デューラーが理想的な身体の均整を追求して描いたとされ、足の親指に至るまでウィトルウィウスの理論が用いられている。アンジェロ・ポリツィアーノの作品から着想を得ており、「運命の女神」という名前でも知られる。